# Северный (Мостовский район)
Северный — хутор в Мостовском районе Краснодарского края Российской Федерации. Входит в состав Краснокутского сельского поселения.

## География
Находится на федеральной трассе Р−217, участок «подъезд к Майкопу». Отрезок дороги в черте хутора имеет название Красноармейская улица и выполняет функцию основной композиционной оси населённого пункта, где сосредоточены объекты инфраструктуры.

### Уличная сеть
- ул. Комарова,
- ул. Красноармейская,
- ул Чапаева.

## История
Постановлением Заксобрания Краснодарского края от 24.04.2002 года № 1474-П хутора Северный и Станция Краснокутского сельского округа объединены в хутор с наименованием «Северный»; хутор Станция исключен из учётных данных.

## Население
| 2002 | 2010 |
| ---- | ---- |
| 334  | ↘327 |

## Инфраструктура
Личное подсобное хозяйство с зоной сельскохозяйственного использования, индивидуальная застройка усадебного типа.
Основа экономики — сельское хозяйство.
ФАП хутор Северный. Сельский клуб хутора Северный

## Транспорт
Остановка общественного транспорта «Северный».